# Томас, Шелдон
Шелдон Томас (род. 8 декабря 1972 года, Тринидад и Тобаго) — бывший тринидадский футболист, полузащитник.

## Карьера
Томас начинал заниматься футболам в колледже святого Бенедикта в американской Калифорнии. После получения образования, он профессионально занялся игрой. В 1998 году полузащитник перебрался в Гонконг, где за один год он выиграл национальный кубок с клубом «Саут Чайна». Вскоре тринидадец вернулся в США. В 2000 году он провел один матч в MLS за «Лос-Анджелес Гэлакси». Позднее он завершил свою карьеру.

## Сборная
За сборную Тринидада и Тобаго Шелдон Томас дебютировал в 1998 году в рамках домашнего Карибского кубка. На турнире полузащитник провел три матча против Мартиники, Гаити и Доминики. В кубке тринидадцы дошли до финала, где уступили Ямайки (1:2). После этого розыгрыша Томас больше не вызывался в национальную команду.

## Достижения
- Обладатель Кубка Гонконга (1): 1998/99.
- Серебряный призёр Карибского кубка (1): 1998.